# Album (Joan Jett & the Blackhearts)
Album è il terzo album di Joan Jett & the Blackhearts, pubblicato nel 1983 per l'etichetta discografica Blackheart Records.

## Tracce
1. Fake Friends – 3:23 (Jett, Laguna)
2. Handyman – 3:23 (Jett, Laguna)
3. Everyday People (Sly & the Family Stone Cover) – 2:40 (Stewart)
4. A Hundred Feet Away – 2:33 (Anders, Jett, Laguna)
5. Secret Love – 4:03 (Jett, Laguna)
6. Star Star (Rolling Stones Cover) – 4:00 (Jagger, Richards)
7. The French Song – 3:35 (Byrd, Jett, Laguna, Winter)
8. Tossin' & Turnin' (Bobby Lewis Cover) – 2:25 (Adams, Rene)
9. Why Can't We Be Happy – 3:53 (Jett, Laguna)
10. I Love Playin' With Fire – 3:03 (Jett)
11. Coney Island Whitefish – 3:35 (Jett, Laguna)
12. Had Enough – 2:26 (Byrd, Jett, Laguna)

### Tracce bonus (remaster 1992)
1. Nitetime – 4:52 (Jett, Laguna)
2. Everyday People (Dance Mix - Sly & the Family Stone Cover) (Stewart)
3. Wait for Me (The Runaways Cover) – 3:45 (Jett)
4. Who Can You Trust – 2:51 (Jett, Laguna, Lunt)
5. Scratch My Back – 4:13 (Jett, Laguna, Lunt)
6. Locked Groove – 6:17 (Jett, Laguna)

## Formazione
- Joan Jett - voce, chitarra
- Ricky Byrd - chitarra, voce
- Gary Ryan - basso
- Lee Crystal - batteria

### Altri musicisti
- Kenny Laguna - tastiere, voce
- Crispin Cioe - sassofono baritono
- Robert Funk - trombone
- Arno Hecht - sassofono tenore
- Paul Literal - fiati
- Ross Levinson - violino